# Vụ hỏa hoạn nhà hát Iroquois
Vụ hỏa hoạn nhà hát Iroquois đã xảy ra vào ngày 30 tháng 12 năm 1903, tại Chicago, Illinois, Hoa Kỳ. Đó là vụ hỏa hoạn nhà hát và vụ hỏa hoạn cháy một tòa nhà khiến nhiều người chết nhất trong lịch sử Hoa Kỳ. Ít nhất 602 người đã chết cháy, nhưng không phải tất cả các trường hợp tử vong đã được báo cáo, do một số thi thể đã bị di chuyển khỏi hiện trường.

## Nhà hát
Nhà hát Iroquois tọa lạc tại 24-28 phố Tây Randolph, giữa phố State và phố Dearborn, ở Chicago. Tập đoàn mà cấp vốn xây dựng của nó đã chọn vị trí đặc biệt để thu hút phụ nữ trên chuyến đi trong ngày từ ra khỏi thành phố mà theo họ nghĩ, sẽ thoải mái hơn khi vào một nhà hát gần khu vực mua sắm có cảnh sát tuần tra Loop. Nhà hát mở cửa vào tháng 11 năm 1903 sau nhiều trì hoãn do tình trạng bất ổn lao động  và, theo một nhà văn, việc kiến trúc sư Benjamin Marshall không thể hoàn thành bản vẽ đúng tiến độ mà không có lý do giải thích được. Khi mở nó được ca ngợi bởi các nhà phê bình phim truyền hình; Walter K. Hill đã viết trên tờ New York Clipper (tiền thân của Variety) mà Iroquois là "đẹp nhất... ở Chicago, và các thẩm phán có thẩm quyền nói rằng ít rạp ở Mỹ có thể cạnh tranh với sự hoàn thiện kiến trúc của nó..."
Iroquois có công suất 1.602 với ba tầng thính phòng. Tầng chính, được gọi là dàn nhạc hoặc sàn gỗ, đã có khoảng 700 chỗ ngồi trên cùng một tầng với tiền sảnh và Sảnh Grand Stair. Tầng thứ hai, sảnh ban công tầng một, đã có hơn 400 chỗ ngồi. Tầng thứ ba, sảnh hạng nhất, đã có khoảng 500 chỗ ngồi. Có bốn lô ở tầng đầu tiên và hai ở tầng trên.
Mọi người đều sử dụng cùng lối vào, và cầu thang rộng dẫn ra khỏi tiền sảnh đến tầng ban công cũng được sử dụng để đến các cầu thang đến tầng hạng nhất. nhà thiết kế sân khấu tuyên bố này cho phép khách hàng quen để "nhìn thấy và được nhìn thấy" bất kể giá của chỗ ngồi của mình ở đâu. Nhưng cầu thang chung bỏ qua quy định phòng cháy của Chicago theo đó yêu cầu cầu thang và lối thoát hiểm riêng biệt cho mỗi ban công. Bản thiết kế đã chứng tỏ tai hại, do mọi người thoát khỏi phòng hạng nhất gặp phải một đám đông rời tầng ban công, và những người đi xuống từ tấng trên đã gặp những người khách tầng hòa nhạc trong phòng giải lao.
Các khu vực hậu trường lớn bất thường, với phòng thay đồ ở tầng năm, một phòng kéo phông màn lớn khác thường, và thậm chí cả một thang máy có sẵn để vận chuyển các diễn viên cho tới cấp sân khấu.